# Cladopsammia willeyi
Cladopsammia willeyi är en korallart som först beskrevs av Gardiner 1899.  Cladopsammia willeyi ingår i släktet Cladopsammia och familjen Dendrophylliidae. Inga underarter finns listade i Catalogue of Life.